# Paraschizidium coeculum
Paraschizidium coeculum is een pissebed uit de familie Armadillidiidae. De wetenschappelijke naam van de soort is voor het eerst geldig gepubliceerd in 1897 door Silvestri.